# Richard Župa
Richard Župa (Prešov, 27 aprile 1998) è un calciatore slovacco, difensore del Tatran Prešov.

## Caratteristiche tecniche
È un terzino sinistro.

## Carriera
Cresciuto nel settore giovanile del Tatran Prešov, ha esordito in prima squadra il 16 aprile 2017 in occasione dell'incontro di Superliga perso 4-0 contro lo Spartak Trnava. Nel luglio seguente è stato ceduto al Pohronie.

## Statistiche
Statistiche aggiornate al 19 novembre 2020.

### Presenze e reti nei club
| Stagione        | Squadra         | Campionato      | Campionato | Campionato | Coppe nazionali | Coppe nazionali | Coppe nazionali | Coppe continentali | Coppe continentali | Coppe continentali | Altre coppe | Altre coppe | Altre coppe | Totale | Totale | Totale |
| Stagione        | Squadra         | Comp            | Pres       | Reti       | Comp            | Pres            | Reti            | Comp               | Pres               | Reti               | Comp        | Pres        | Reti        | Pres   | Reti   |        |
| --------------- | --------------- | --------------- | ---------- | ---------- | --------------- | --------------- | --------------- | ------------------ | ------------------ | ------------------ | ----------- | ----------- | ----------- | ------ | ------ | ------ |
| 2016-2017       | Tatran Prešov   | SL              | 1          | 0          | CS              | 0               | 0               |                    | -                  | -                  |             | -           | -           | 1      | 0      |        |
| 2017-2018       | Pohronie        | 1L              | 19         | 1          | CS              | 1               | 0               |                    | -                  | -                  |             | -           | -           | 20     | 1      |        |
| 2018-2019       | Pohronie        | 1L              | 9          | 1          | CS              | 2               | 0               |                    | -                  | -                  |             | -           | -           | 11     | 1      |        |
| 2019-2020       | Pohronie        | SL              | 21         | 0          | CS              | 2               | 0               |                    | -                  | -                  |             | -           | -           | 23     | 0      |        |
| 2020-2021       | Pohronie        | SL              | 13         | 0          | CS              | 0               | 0               |                    | -                  | -                  |             | -           | -           | 13     | 0      |        |
| Totale carriera | Totale carriera | Totale carriera | 63         | 2          |                 | 5               | 0               |                    | -                  | -                  |             | -           | -           | 68     | 2      |        |

## Palmarès

### Club

#### Competizioni nazionali
- 2. Liga: 1

Tatran Prešov: 2024-2025